# Francisco Imberti
Dom Francisco Imberti (Racconigi, 25 de dezembro de 1882 — Vercelli, 27 de janeiro de 1967) foi um arcebispo católico italiano, antes da diocese de Aosta  e depois da arquidiocese de Vercelli.

## Biografia
Nasceu em Racconigi, em 1882, filho de Bartolomeu e Catherine Garavegno. Inicialmente completou seus estudos religiosos no seminário filosófico de Chieri, seguindo-os no seminário teológico em Turim. Formou-se em teologia e foi ordenado padre em 1906, tornou-se cônego e pároco da Catedral de Turim.
Nomeado bispo de Aosta pelo Papa Pio XI em 23 de julho de 1932, foi consagrado na Catedral de Turim, e tomou posse da Diocese de Aosta em 15 de outubro de 1932.
Favorável, pelo menos inicialmente, a italianização política fascista da Valle d'Aosta, em seguida protegeu a população de Aosta durante a ocupação nazista.
Transferido para a Arquidiocese de Vercelli em 10 de outubro de 1945. Participou durante todas as quatro sessões do Concílio Vaticano II. Em 5 de setembro de 1966 renunciou por limite de idade e foi nomeado arcebispo titular de Vulturia. Morreu em Vercelli, em 27 de janeiro de 1967.